# Wolfgang Koeppen
Wolfgang (Arthur Reinhold) Koeppen (ur. 23 czerwca 1906 w Greifswaldzie; zm. 15 marca 1996 w Monachium) – niemiecki pisarz.
Został pochowany na Cmentarzu Północnym w Monachium.

## Dzieła (wybór)
- Eine unglückliche Liebe, 1934
- Die Mauer schwankt, 1935
- Tauben im Gras: Roman, 1951
- Das Treibhaus, 1953 (Cieplarnia, wyd. polskie 1972) - najbardziej znana powieść autora
- Der Tod in Rom: Roman, 1954 (Śmierć w Rzymie, wyd. polskie 1957)
- Reisen nach Frankreich, 1961

## Opracowania
- Arno-Schmidt-Preis 1984 für Wolfgang Koeppen / hrsg. von der Arno-Schmidt-Stiftung. – Hamburg : Gätjens, 1984.
- Fischer, Bernd E.: Wolfgang Koeppen in Greifswald. – Berlin : Fischer, 2002.
- Oehlenschläger, Eckart (Hrsg.): Wolfgang Koeppen. – Frankfurt a.M. : Suhrkamp, 1987. –
- Döring, Jörg: Ich stellte mich unter, ich machte mich klein – Wolfgang Koeppen 1933-1948. – Frankfurt a.M. : Suhrkamp, 2003.
- Spodzieja, Ryszard: Wolfgang Koeppen – ein Vertreter der literarischen Moderne. – Dresden–Wrocław: Neisse Verlag/QUAESTIO, 2011.